# Franciscus de Neve (II)
Franciscus de Neve (II) (1632, Antverpy – po 1704), (také: Frans de (II) Neve, Fraciscus de Neuff, Francesco della Neve byl vlámský malíř a rytec. Je známý svými pozdně barokními náboženskými a mytologickými kompozicemi a krajinomalbou. Žil v Itálii, jižním Německu a Rakousku, kde pracoval pro aristokratické patrony a pro církev. Později se vrátil do svých rodných Flander.

## Životopis
Franciscus de Neve (II) se narodil v Antverpách, kde byl pokřtěn 23. února 1632. Byl synem Franciscuse de Neve (I), který byl také malířem. Protože starší umělečtí historici jako Arnold Houbraken a Jean-Baptiste Descamps si neuvědomili, že existují dva umělci jménem Franciscus de Neve, vytvořili zmatek a sloučili životy otce a syna. Po roce 1660 Francesca nesprávně umístili do Říma. Zmatky v biografii mezi těmito dvěma umělci trvají dodnes. Teprve v nedávné době se historici umění pokoušejí oddělit životopisy a díla otce a syna.

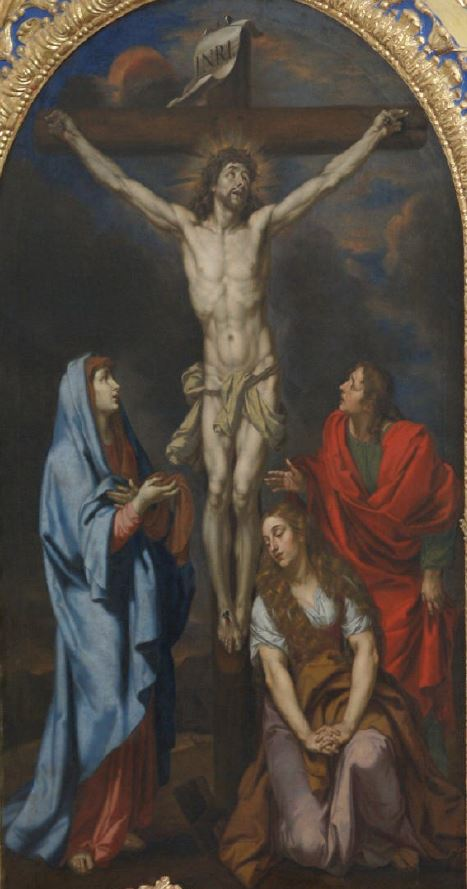
Ukřižování

O malířských počátcích neexistují žádné informace. Pobýval v Římě v letech 1660 až 1670, kde se stal členem Bentvueghels, sdružení převážně nizozemských a vlámských umělců pracujících v tomto městě. Pro členy spolku Bentvueghels bylo obvyklé přijmout charakteristickou přezdívku, tzv. „Ohnuté jméno“. De Neve dostal přezdívku Bloosaerken (také psáno Blaserken).
V Římě žil nejprve s Pieterem van Manderem, poté v letech 1661–1662 s Hieronymusem Gallem a později s Lodewijkem Snaijersem. Podle Houbrakena byl v Římě velmi oceňován za jeho schopnost malovat podle přírody. V roce 1661 vytvořil obrazy pro Palazzo Doria-Pamphili. Jednalo se o prestižní zakázku, pracoval společně s významnými malíři, jako je Pietro da Cortona. Vlámští malíři Cornelis de Wael a Abraham Brueghel, kteří tehdy pracovali v Římě, působili také jako obchodníci s uměním. Pomáhali podporovat kariéru de Neveho v Itálii.
V letech 1667 a 1668 byl de Neve pravděpodobně v Neapoli. Z Itálie odcestoval do Německa. Pracoval v Augsburgu a Mnichově. Poté odcestoval do Rakouska, kde v letech 1669 až 1689 maloval oltářní obraz na objednávku salcburského arcibiskupa a benediktinských opatství Kremsmünster, Garsten a Admont. V Bavorsku maloval v letech 1669 a 1689 oltářní obrazy pro arcibiskupa z Pasova. Nějaký čas mezi roky 1679 až 1681 strávil v dnešní České republice. Zde pracoval z pověření knížete Karla Eusebia z Lichtenštejna na oltáři na Moravě. Pro tohoto šlechtice pracoval také jako restaurátor a obchodník.
Na konci let 1680 se vrátil do Antverp a v letech 1690–1691 se stal mistrem antverpského Cechu Svatého Lukáše. Zemřel po roce 1704. Byl učitelem Johannese Drueho.

### Dílo

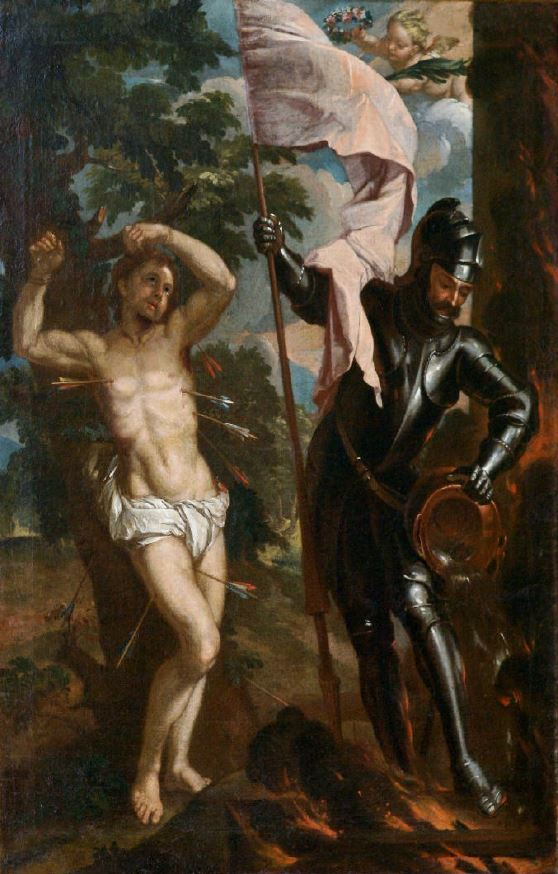
Svatý Šebestián a Svatý Florián

Franciscus II de Neve je nyní známý hlavně svými oltářními obrazy a mytologickými scénami, i když maloval také portréty. Měl pověst vynikajícího krajináře a jeho mytologické scény často zahrnují rozsáhlé krajiny ve stylu připomínajícím Clauda Lorraine. Příkladem je obraz Narcissus a Echó. Malíř byl již v době svého pobytu v Římě proslulý svými kompozicemi římské krajinuy a zejména pro podrobné vykreslování stromů a listoví. Většina jeho krajin je známa pouze jako rytiny, málo v jejich původní olejové verzi. Velké množství malých, nepodepsaných krajin bylo rozdáno téměř výhradně v podobě rytin, které vytvořil kolem roku 1660 v Římě Giovanni Giacomo de Rossi alla Pace. Našli si mnoho zákazníků a stali se součástí raných sbírek.
Jeho styl oltářních obrazů míchá vlámské, benátské a římské klasické modely odvozené od Rubense, Raffaela, Tiziana, Tintoretta, Poussina a Pietra da Cortony. Pozoruhodný je vlámský realismus, zbarvení v diferencovaných hnědých a červených tónech, které se vyvíjelo po roce 1680 stále více k červeným tónům a ke konci jeho pobytu ve střední Evropě se měnilo na jemný tón s více růžovými barvami. Barevná schémata jeho olejomaleb i jeho portrétní umění, které se dochovalo hlavně v mědirytinách, jeho současníci velmi oceňovali.
Historička umění Brigitte Fassbinder je toho názoru, že obraz Massacre of the Innocents přisuzovaný Rubensovi a datovaný roku 1611-12 je ve skutečnosti dílo Franciscuse de Neve.

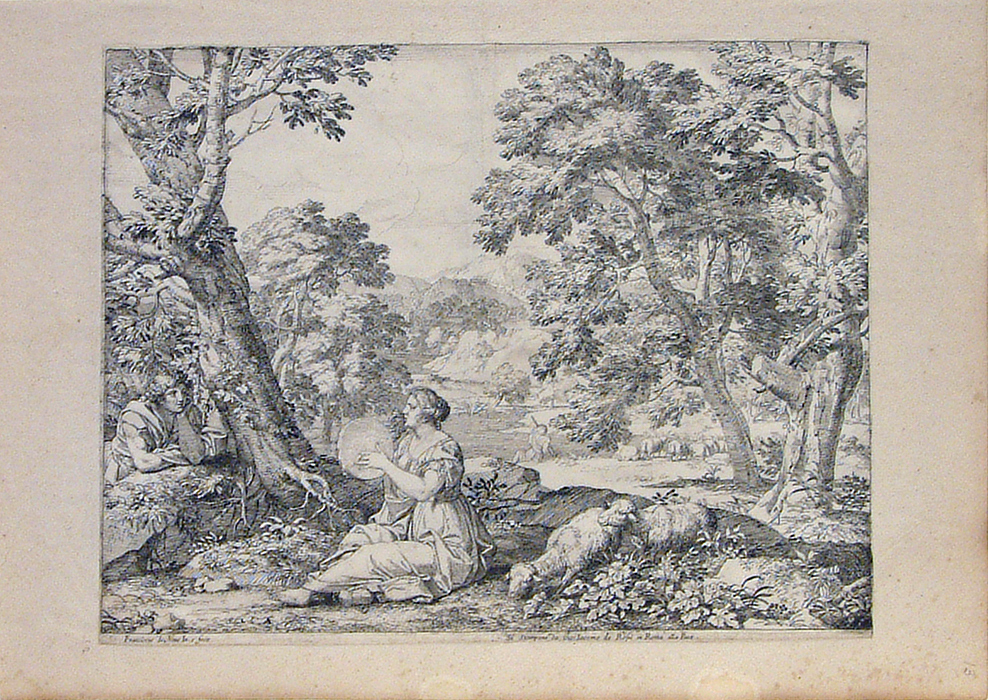
Krajina s pastýřem hrajícím na tamburinu